# ان‌اچ‌کی ورلد
ان‌اچ‌کی جهان (به انگلیسی: NHK World) (به ژاپنی: NHKワールド) نام یک سرویس رادیو و تلویزیون جهانی از سوی ان‌اچ‌کی است؛ هدف این سرویس در بازار جهانی همانند بی‌بی‌سی، دویچه‌وله، فرانس ۲۴ و روسیه امروز اطلاع‌رسانی بین‌المللی است؛ این کانال به‌وسیلهٔ ماهواره‌ها و اپراتورهای کابلی در سطح جهانی پخش می‌شود.
ان‌اچ‌کی جهان شامل رادیو ان‌اچ‌کی جهان، سایت ان‌اچ‌کی جهان و تلویزیون جهانی ان‌اچ‌کی می‌شود؛ ان‌اچ‌کی جهان همچنین بسیاری از برنامه‌های خود را به‌صورت آنلاین در اشتراک می‌گذارد.

## رادیوی فارسی ان‌اچ‌کی
بخش رادیوی فارسی ان‌اچ‌کی در هنگام جنگ دوم بین‌الملل برای زمان کوتاهی به روی آنتن رفت، اما دورهٔ تازه پخش برنامه‌ها به زبان فارسی در سال ۱۹۹۱ شروع شد، هدف این رادیو ارتقای دوستی و آشنایی فرهنگی میان کشورهای ایران و ژاپن است.